# Hultsfred
Hultsfred est une commune suédoise du comté de Kalmar. 14 456 personnes y vivent. Son siège se trouve à Hultsfred.

## Localités
- Ämmenäs
- Gårdveda
- Hultsfred
- Järnforsen
- Lönneberga
- Målilla
- Mörluna
- Rosenfors
- Silverdalen
- Vena
- Virserum